# Hugo IV, Duque da Borgonha
Hugo IV (9 de março de 1212 - Villaines-en-Duesmois, 27 de outubro de 1272), foi duque da Borgonha desde 1218 e rei titular da Tessalónica desde 1266 até à sua morte.

## Biografia
Opositor à regência de Branca de Castela, em 1229 atacou o seu apoiante, o conde de Champagne, mas foi derrotado pela regente. Em 1238, partiu para combater na Palestina, juntando-se ao imperador Frederico II da Germânia e ao rei Teobaldo II de Navarra na Sexta Cruzada. As tropas da Borgonha aliaram-se a Ricardo da Cornualha, que tomou Ascalão e negociou a paz com o Egito em 1241, data em que Hugo voltou ao seu ducado.
Depois acompanhou São Luís na Sétima Cruzada e foi aprisionado em Almançora. Balduíno II de Courtenay, o imperador destronado do Reino Latino de Constantinopla, deu-lhe os direitos sobre o Reino de Tessalónica em troca da sua ajuda para reconquistar Constantinopla.
Sob o governo de Hugo IV, o ducado da Borgonha expandiu-se, passando a incluir os territórios de Chalon e Auxonne.

## Relações familiares
Foi filho de Eudo III, Duque da Borgonha (1166 - 6 de julho de 1218) e de Alice de Vergy (1170 -?), filha de Hugo de Vergy e de Gillette de Trainel.
Foi casado por duas vezes, a primeira em 1229 com Iolanda de Dreux (1212-1248), filha de Roberto III de Dreux, conde de Dreux, e de Aénor, Senhora de Saint-Valéry, de quem teve:
1. Eudo (Eudes) (1230-1269), conde de Nevers, Auxerre e Tonnerre.[1]
2. João (Jean) (1231-1267), senhor de Bourbon e conde de Charolles, casou com Inês de Dampierre.[1]
3. Adelaide (Adelaïde) também conhecida por Alice de Brabante (1233-1273), casada em 1251 com Henrique III de Brabante, duque de Brabante.[1]
4. Margarida (Marguerite) (m. 1277) casada em 1239 com Guilherme III de Mont-St-Jean, e em 1259 com Gui VI Limoges, visconde de Limoges.[1]
5. Roberto II (Robert II) (1248-1306), seu sucessor no ducado e casado com princesa Inês de França, filha do rei Luís IX de França e de Margarida da Provença.[1]

Depois de enviuvar, casou em segundas núpcias com Beatriz de Navarra, também denominada como Beatriz de Champanhe (1242-1295), filha de Teobaldo I, rei de Navarra e conde de Champagne, e de Margarida de Bourbon-Dampierre, de quem teve:
1. Beatriz (Beatrice) (1260-1328), casada em 1276 com Hugo XIII de Lusignan, senhor de Lusignan, conde de la Marche e de Angoulême.[1]
2. Hugo (Hughes) (1260-1288), senhor de Montréal e visconde de Avallon.[1]
3. Margarida (Marguerite) (m. depois de 1300), casada em c. 1272 com João I de Chalon, senhor de Arlay.[1]
4. Joana (Jeanne) (m. 1295), freira.[1]
5. Isabel (Isabelle) (1270-1323), casada com Rodolfo I da Germânia (1218-1291), imperador do Sacro Império Romano-Germânico, e depois com Pedro de Chambly, senhor de Neauphle.[1]